# هاتيسبورغ
هاتيسبورغ (مسيسيبي) (بالإنجليزية: Hattiesburg, Mississippi)‏ هي مدينة تقع في الولايات المتحدة في مقاطعة فورست. يقدر عدد سكانها بـ 47,556 نسمة ومساحتها 128.6 كم2 وترتفع عن سطح البحر 52 متر.

## التركيبة السكانية
حدّد مكتب تعداد الولايات المتحدة بيانات التركيبة السكانية لهاتيسبورغ في تعداد الولايات المتحدة. في ما يلي، التركيبة السكانية حسب تعدادي 2000 و2010.

### تعداد عام 2000
بلغ عدد سكان هاتيسبورغ 44,779 نسمة بحسب تعداد عام 2000، وبلغ عدد الأسر 17,295 أسرة وعدد العائلات 9,396 عائلة مقيمة في المدينة. في حين سجلت الكثافة السكانية 317.4 نسمة لكل كيلومتر مربع (822.1/ميل2). وبلغ عدد الوحدات السكنية 19,258 وحدة بمتوسط كثافة قدره 136.5 لكل كيلومتر مربع (353.5/ميل2).
وتوزع التركيب العرقي للمدينة بنسبة 49.95% من البيض و47.34% من الأمريكيين الأفارقة و0.15% من الأمريكيين الأصليين و1.22% من الأمريكيين ذوي الأصول الآسيوية و0.02% من سكان جزر المحيط الهادئ و0.52% من الأعراق الأخرى و0.80% من عرقين مختلطين أو أكثر و1.41% من الهسبانيون أو اللاتينيون من أي عرق.
بلغ عدد الأسر 17,295 أسرة كانت نسبة 29.4% منها لديها أطفال تحت سن الثامنة عشر تعيش معهم، وبلغت نسبة الأزواج القاطنين مع بعضهم البعض 31.1% من أصل المجموع الكلي للأسر، ونسبة 19.4% من الأسر كان لديها معيلات من الإناث دون وجود شريك،  بينما كانت نسبة 3.7% من الأسر لديها معيلون من الذكور دون وجود شريكة وكانت نسبة 45.7% من غير العائلات. تألفت نسبة 34.4% من أصل جميع الأسر من عدة أفراد يعيشون في نفس المنزل ونسبة 9.3% كانت تتألف من شخص يعيش بمفرده يبلغ من العمر 65 عاماً أو أكثر. وبلغ متوسط حجم الأسرة المعيشية 2.29، أما متوسط حجم العائلات فبلغ 3.01.
بلغ العمر الوسطي للسكان 27.1 عاماً. وكانت نسبة 21.3% من القاطنين تحت سن الثامنة عشر، وكانت نسبة 16.6% بين الثامنة عشر والرابعة والعشرين عاماً، ونسبة 25% كانت واقعةً في الفئة العمرية ما بين الخامسة والعشرين والرابعة والأربعين عاماً، ونسبة 15.4% كانت ما بين الخامسة والأربعين والرابعة والستين، ونسبة 10.3% كانت ضمن فئة الخامسة والستين عاماً فما فوق. يوجد لكل 100 أنثى 86.7 ذكر، ويوجد لكل 100 أنثى في الثامنة عشر من عمرها فما فوق 82.5 ذكر.
بلغ متوسط دخل الأسرة في المدينة 24,409 دولارًا، أما متوسط دخل العائلة فبلغ 32,380 دولارًا. وكان متوسط دخل الذكور 26,680 دولارًا مقابل 19,333 دولارًا للإناث. وسجل دخل الفرد الخاص بالمدينة 15,102 دولارًا. وكانت نسبة 21.5% من العائلات ونسبة 28.3% من السكان تحت خط الفقر، وكان من هؤلاء نسبة 36.6% تحت سن الثامنة عشر ونسبة 16.7% في الخامسة والستين من العمر وما فوق.

### تعداد عام 2010
بلغ عدد سكان هاتيسبورغ 45,989 نسمة بحسب تعداد عام 2010، وبلغ عدد الأسر 18,501 أسرة وعدد العائلات 9,464 عائلة مقيمة في المدينة. في حين سجلت الكثافة السكانية 326 نسمة لكل كيلومتر مربع (844.3/ميل2). وبلغ عدد الوحدات السكنية 21,381 وحدة بمتوسط كثافة قدره 151.5 لكل كيلومتر مربع (392.4/ميل2).
وتوزع التركيب العرقي للمدينة بنسبة 41.89% من البيض و53.04% من الأمريكيين الأفارقة و0.24% من الأمريكيين الأصليين و0.95% من الأمريكيين ذوي الأصول الآسيوية و0.06% من سكان جزر المحيط الهادئ و2.45% من الأعراق الأخرى و1.37% من عرقين مختلطين أو أكثر و4.34% من الهسبانيون أو اللاتينيون من أي عرق.
بلغ عدد الأسر 18,501 أسرة كانت نسبة 28.2% منها لديها أطفال تحت سن الثامنة عشر تعيش معهم، وبلغت نسبة الأزواج القاطنين مع بعضهم البعض 25.4% من أصل المجموع الكلي للأسر، ونسبة 21% من الأسر كان لديها معيلات من الإناث دون وجود شريك،  بينما كانت نسبة 4.8% من الأسر لديها معيلون من الذكور دون وجود شريكة وكانت نسبة 48.8% من غير العائلات. تألفت نسبة 35.7% من أصل جميع الأسر من عدة أفراد يعيشون في نفس المنزل ونسبة 8.8% كانت تتألف من شخص يعيش بمفرده يبلغ من العمر 65 عاماً أو أكثر. وبلغ متوسط حجم الأسرة المعيشية 2.30، أما متوسط حجم العائلات فبلغ 3.02.
بلغ العمر الوسطي للسكان 27.8 عاماً. وكانت نسبة 21.1% من القاطنين تحت سن الثامنة عشر، وكانت نسبة 22.3% بين الثامنة عشر والرابعة والعشرين عاماً، ونسبة 27.6% كانت واقعةً في الفئة العمرية ما بين الخامسة والعشرين والرابعة والأربعين عاماً، ونسبة 18.3% كانت ما بين الخامسة والأربعين والرابعة والستين، ونسبة 10.8% كانت ضمن فئة الخامسة والستين عاماً فما فوق. وتوزع التركيب الجنسي للسكان بنسبة 47.4% ذكور و52.6% إناث.

## أعلام
- بوبا فيليبس
- باربرا فيريل
- تود غريشام
- داني مانينغ
- إرنست داف
- فريد آرميسين
- كلايد ر. كونر
- إيدى هودجز
- ميكي هارينجتون